# Elodes nimbata
Elodes nimbata is een keversoort uit de familie moerasweekschilden (Scirtidae). De wetenschappelijke naam van de soort werd in 1794 gepubliceerd door Georg Wolfgang Franz Panzer.